# Wilmot (Wisconsin)
Wilmot – jednostka osadnicza w Stanach Zjednoczonych, w stanie Wisconsin, w hrabstwie Kenosha.